# Monestir de San Giorgio
El Monestir de San Giorgio era un monestir benedictí de Venècia, Itàlia, a l'illa de San Giorgio Maggiore. Està al costat de la basílica de San Giorgio Maggiore, que havia format part de la comunitat monàstica i actualment serveix com a seu de la fundació Cini.
El refectori del convent va ser el lloc on Paolo Veronese va pintar  Les noces de Canà, obra finalitzada el 1562 i ubicada a la paret del fons, sobre la taula de l’abat. El quadre fou retirat per l'exercit revolucionari francès el 1797 i enviat a París. Actualment s’exhibeix al Museu del Louvre.

## Celebració del conclave de 1799–1800
El conclave de 1799–1800 que se celebrà a la mort de Pius VI, tingué lloc al monestir. Si bé els conclaves se celebraven normalment a Roma, el 1799 la ciutat eterna i mitja Itàlia estava ocupada per l'exercit revolucionari francès, la qual cosa havia produït una veritable diàspora dels cardenals que havien trobat refugi en altres parts d’Itàlia. La ciutat de Venècia estava sota el domini de l'Arxiducat d'Àustria, la qual cosa atorgava seguretat als membres del Col·legi Cardenalici assistents; el fet d’estar instal·lats en una illa els proporcionava un retir amb el nivell adient de privacitat. Els dormitoris i el refectori eren unes instal·lacions correctes per allotjar als cardenals durant les seves deliberacions.
El 14 de març de 1800 Barnaba Chiaramonti, bisbe d'Imola, fou escollit unànimement com a papa, amb el nom de Pius VII. La cort papal sol·licità a l'ajuntament de Venècia l'ús de la basílica de Sant Marc per celebrar la cerimònia de la coronació. Però com que Pius VII no havia estat en el conclave el candidat recolzat per Francesc II, emperador del Sacre Imperi Romanogermànic i senyor de Venècia, la petició fou rebutjada. El millor substitut que es trobà fou la capella del monestir on s’havia celebrat el conclave, la basílica de San Giorgio Maggiore.